# Son Ponç
Son Ponç és una possessió del terme municipal de Llucmajor, Mallorca, situada entre les possessions de Can Calders, Son Montserrat, s'Aresta i Binificat. En el segle xiv era coneguda amb el nom de Barcaix. El 1578 n'era propietari Miquel Ponç, i el 1702 el seu propietari era Francesc de Vilallonga.

## Construccions
La casa de la possessió és de caràcter senyorial, constituïda per diversos bucs adossats al voltant d'una clastra. Al davant de la façana principal del bloc es disposen la carrera i la voravia empedrada. El bloc es divideix en dues zones, a la zona del llevant se situen la majoria de dependències agropecuàries (estables, sestadors i un molí de sang tancat dins una cambra que conserva encara els aparells per fer-lo funcionar); a la zona del ponent se situen l'habitatge humà i altres dependències. A la zona del llevant també es troba una antiga capella que conserva el portal i la creu de pedra situada sobre la clau de la llinda amb una inscripció «1672». Destaca un rellotge de sol al costat de la façana principal, del 1848.